# 勞水坑
勞水坑，是台灣南投縣竹山鎮的一個傳統地域名稱，位於該鎮南部及東南部。相較於今日行政區，其範圍大致包括大鞍里不含北部凸出部分及南部邊界地帶中段、瑞竹里不含西南部及西北端，以及雲林縣古坑鄉草嶺村東北部凸出部分。

## 歷史
台灣清治末期至日治初期，勞水坑地區為一街庄，稱為「勞水坑庄」，隸屬於鯉魚頭堡。該庄北與山坪頂庄、大鞍庄、小半天庄、內樹皮庄為鄰，東邊為蕃地，南邊東段亦為蕃地，南邊中段為草藔庄，西南邊為桶頭庄，西邊為鯉魚尾庄。
1901年（日治明治三十四年）11月，全台廢縣廳改設二十廳，該庄隸屬於斗六廳。1903年（明治三十六年）6月，該庄編入「勞水坑區」，隸屬於南投廳。1909年（明治四十二年）10月，合併二十廳為十二廳，勞水坑區改隸屬於南投廳。1920年（大正九年），全台地方制度大改正，廢十二廳改設五州二廳，該庄改制為「山坪頂」大字，隸屬於臺中州竹山郡竹山庄。1931年，竹山庄升格為竹山街。
戰後竹山街改制為竹山鎮，隸屬於臺中縣，大字亦改制為里。1950年10月，中、彰、投分治，竹山鎮改隸屬南投縣。

## 聚落
本地區發展較早的聚落為東勢坑、勞水坑（瑞竹），在日治期初期的官方地圖上已有記載。此外，本地區尚有林頂、筍寮、梧桐頭、冷水坑、番仔田、獅頭湖、石崗湖、民眾坪、軟鞍、迎風堡、安定灣、向欣谷、聚英村、松瀧岩等聚落。

## 交通
縣道149號（鯉南路）是竹山至梅山的道路，大致以縱向轉北北東—南南西走向蜿蜒經過勞水坑地區西部的清水溪沿岸地帶。由該道路向北可前往山坪頂西部、福興、下崁東南部、竹圍子並止於省道台3線路口；向南南西轉南可前往桶頭、樟湖、苦苓腳、大湖底、小梅（梅山）並止於省道台3線另一路口。
鄉道投49線（大鞍林道、大鞍林道三叉崙支線）是竹山至龍鳳峽的道路，其東南側端點位於本地區東北部龍鳳峽的鄉道投51線終點路口。由此向西北蜿蜒而行，出境後可前往大鞍南部、田子東部、大坑並止於鄉道投48線路口。
鄉道投51線（大鞍林道、大鞍林道三叉崙支線）是溪頭至龍鳳峽的道路，其南側端點位於本地區東北部龍鳳峽的鄉道投49線終點路口。由此向西轉北北西出境後蜿蜒而行，出境後經多次彎道後轉東北可前往內樹皮地區的溪頭並止於縣道151號路口。

## 學校
- 瑞竹國中
- 瑞竹國小

## 景點
- 杉林溪森林生態渡假園區